# Glena
Glena là một chi bướm đêm thuộc họ Geometridae.